# Cautethia grotei
Cautethia grotei, thường được biết đến với tên Grote's Sphinx, là một loài bướm đêm thuộc họ Sphingidae. It resides in Florida, Hoa Kỳ và the quần đảo vùng Caribe.

## Host Plants
- Rubiaceae
  - Milkberry (Chiococca alba)
  - Black Torch (Erithalis fruticosa)
- Common Snowberry (Symphoricarpos albus)